# 10810 Лейстуройер
10810 Лейстуройер (10810 Lejsturojr) — астероїд головного поясу, відкритий 17 березня 1993 року.
Тіссеранів параметр щодо Юпітера — 3,224.